# 3247 Di Martino
3247 Di Martino è un asteroide della fascia principale interna del diametro medio di circa 13,75 km. Scoperto nel 1981, presenta un'orbita caratterizzata da un semiasse maggiore pari a 2,3782124 UA e da un'eccentricità di 0,1267849, inclinata di 3,93225° rispetto all'eclittica.
Fa parte della famiglia di asteroidi Nisa.
Il suo nome è dedicato all'astronomo italiano Mario Di Martino.